# Xestipyge multistriatum
Xestipyge multistriatum är en skalbaggsart som först beskrevs av Lewis 1888.  Xestipyge multistriatum ingår i släktet Xestipyge och familjen stumpbaggar. Inga underarter finns listade i Catalogue of Life.